# Walter Homann

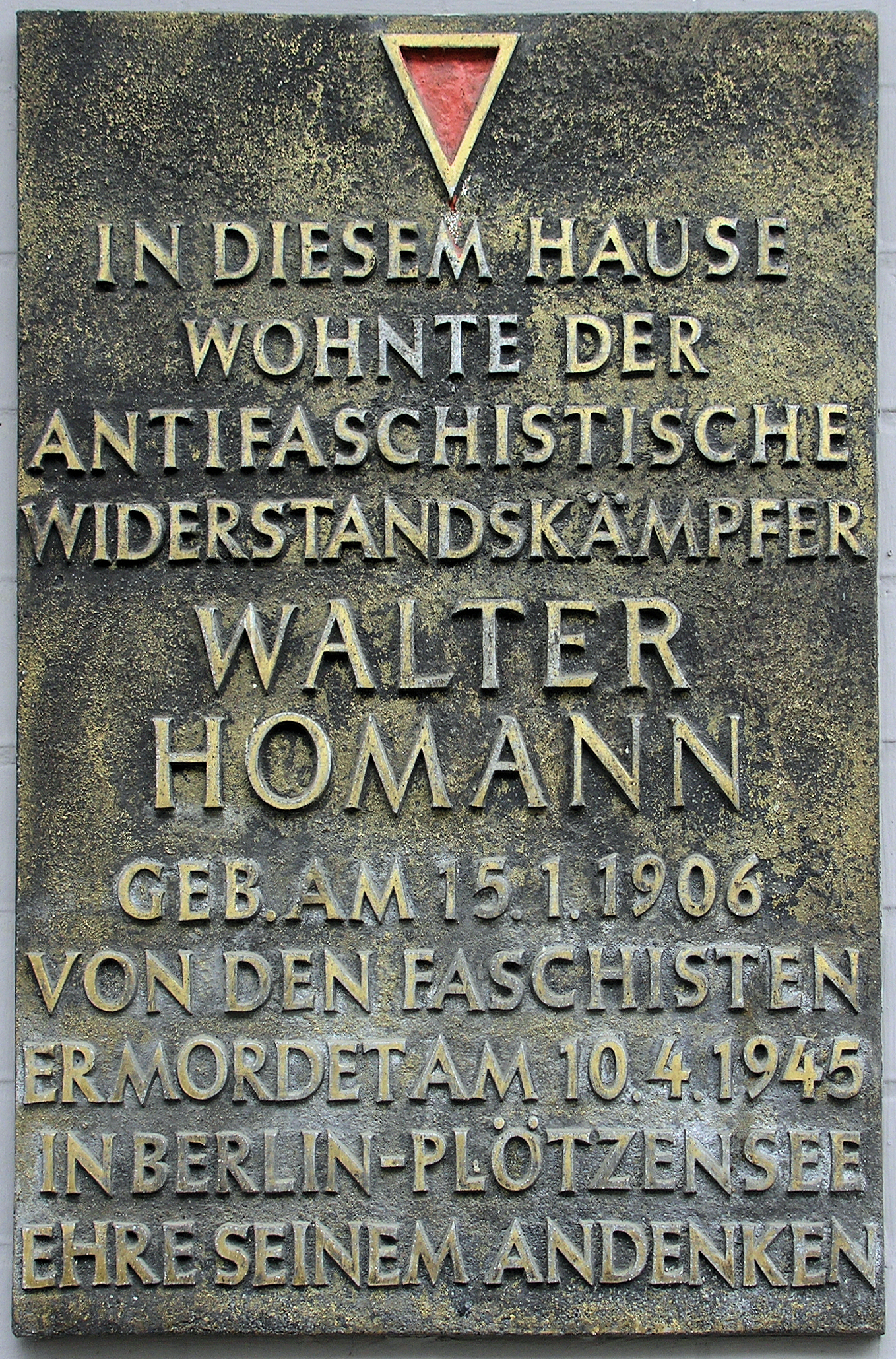
Gedenktafel am Haus Jungstraße 18, in Berlin-Friedrichshain

Walter Homann (* 15. Januar 1906 in Berlin; † 10. April 1945 in Berlin-Plötzensee) war ein Widerstandskämpfer der Roten Kapelle. Er war von Beruf Schlosser.

## Leben
Walter Homann arbeitete als Schlosser in der AEG-Turbinenfabrik in Berlin-Moabit und trat 1928 in die KPD ein. Er sammelte nach 1933 für die Angehörigen inhaftierter Gegner des Nationalsozialismus Geld und Sachspenden. Am 28. Februar 1945 wurde er verhaftet und am 21. März 1945 vom Berliner Kammergericht zum Tode verurteilt. Das Urteil wurde zweieinhalb Wochen danach, am 10. April 1945, vollstreckt. Neben Homann wurden auch seine AEG-Arbeitskollegen Wilhelm Bösch, Gustav Sadranowski, Karl Müller, Wilhelm Leist, Otto Lang, Richard Klotzbücher ebenfalls in Plötzensee im gleichen Monat und Karl Behrens bereits 1943 hingerichtet.

## Ehrungen
An Homanns Wohnhaus in der Jungstraße 18 in Berlin-Friedrichshain ist eine Gedenktafel angebracht.